# رونکوفرارو
رونکوفرارو (به ایتالیایی: Roncoferraro) یک کومونه در ایتالیا است که در استان منتووا واقع شده‌است.

## خصوصیات
رونکوفرارو ۶۳٫۴ کیلومترمربع مساحت و ۷٬۲۸۳ نفر جمعیت دارد.